# Parti de la justice (Danemark)
Le Parti de la justice du Danemark (en danois : Danmarks Retsforbund) est un parti politique danois fondé en 1919.

## Dirigeants
Le Parti de la justice possède une direction collective.

## Résultats électoraux

### Élections législatives
| Année          | Voix    | %     | Sièges   | Rang | Gouvernement                                         |
| -------------- | ------- | ----- | -------- | ---- | ---------------------------------------------------- |
| 1924           | 12 643  | 1,0 % | 0 / 149  |      |                                                      |
| 1926           | 17 463  | 1,3 % | 2 / 149  |      |                                                      |
| 1929           | 25 810  | 1,8 % | 3 / 149  |      |                                                      |
| 1932           | 41 238  | 2,7 % | 4 / 149  |      |                                                      |
| 1935           | 41 199  | 2,5 % | 4 / 149  |      |                                                      |
| 1939           | 33 783  | 2,0 % | 3 / 149  |      |                                                      |
| 1943           | 31 323  | 1,6 % | 2 / 149  |      |                                                      |
| 1945           | 38 459  | 1,9 % | 3 / 149  |      | Opposition                                           |
| 1947           | 94 570  | 4,5 % | 6 / 150  |      | Opposition                                           |
| 1950           | 168 784 | 8,2 % | 12 / 151 |      | Opposition                                           |
| avril 1953     | 116 288 | 5,6 % | 9 / 151  |      | Opposition                                           |
| septembre 1953 | 75 449  | 3,5 % | 6 / 179  |      | Opposition                                           |
| 1957           | 122 759 | 5,3 % | 9 / 179  |      | H. C. Hansen II (1957-1960), Viggo Kampmann I (1960) |
| 1960           | 52 330  | 2,2 % | 0 / 179  |      |                                                      |
| 1964           | 34 258  | 1,3 % | 0 / 179  |      |                                                      |
| 1966           | 19 905  | 0,7 % | 0 / 179  |      |                                                      |
| 1968           | 21 124  | 0,7 % | 0 / 179  |      |                                                      |
| 1971           | 50 231  | 1,7 % | 0 / 179  |      |                                                      |
| 1973           | 87 904  | 2,9 % | 5 / 179  |      |                                                      |
| 1975           | 54 095  | 1,8 % | 0 / 179  |      |                                                      |
| 1977           | 102 149 | 3,3 % | 6 / 179  |      |                                                      |
| 1979           | 83 238  | 2,6 % | 5 / 179  |      |                                                      |
| 1981           | 45 174  | 1,4 % | 0 / 179  |      |                                                      |
| 1984           | 50 381  | 1,5 % | 0 / 179  |      |                                                      |
| 1987           | 16 359  | 0,5 % | 0 / 179  |      |                                                      |
| 1988           |         |       |          |      |                                                      |
| 1990           | 17 181  | 0,5 % | 0 / 179  |      |                                                      |